# Radio WSW

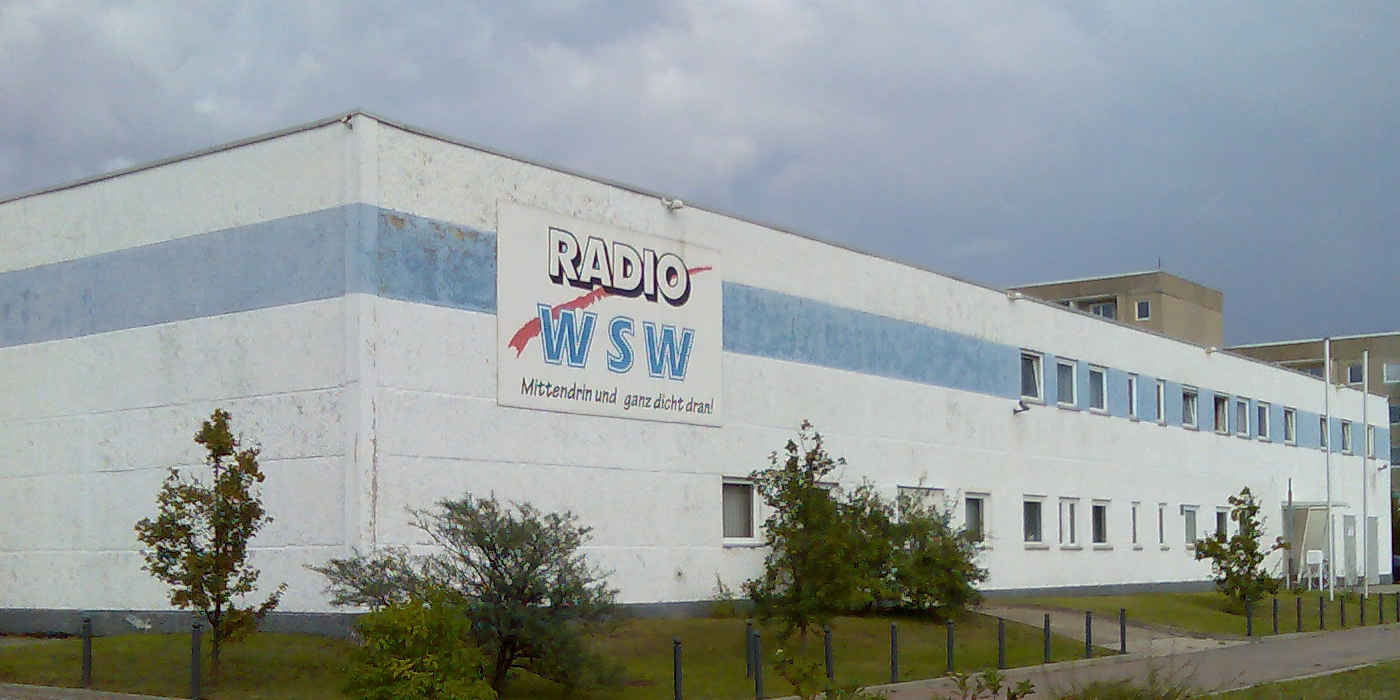
Sendegebäude

Radio WSW ist ein lokaler Hörfunk- und Fernsehsender in Weißwasser/Oberlausitz, produziert von der Radio WSW GmbH. Die Buchstaben „WSW“ sind dem Kfz-Kennzeichen des ehemaligen Landkreises Weißwasser entlehnt.

## Geschichte
Radio WSW erhielt seine Sendelizenz am 15. September 1992 von der Sächsischen Landesmedienanstalt (SLM). Ein Jahr später, im August 1993, ging Radio WSW im Kabelnetz von Weißwasser-Süd auf der Frequenz 99,20 MHz auf Sendung. Man erreichte damals in diesem großen Neubaugebiet fast 10.000 Haushalte. Noch im gleichen Jahr startete das Fernsehprogramm auf dem TV-Kanal K03. Das Sendegebiet wurde erstmals mit der Aufschaltung 1995 in der Kopfstation Muskauer Straße erweitert. Ein Jahr später erfolgte auch die Einspeisung in das Kabelnetz der sieben Kilometer entfernten Stadt Bad Muskau. In den darauf folgenden Jahren erfolgte die Übertragung der Programme auch im Kabelnetz Weißwasser der Deutschen Telekom (heute Vodafone Kabel Deutschland) sowie in den Antennenanlagen der umliegenden Orte Boxberg (2001) sowie Halbendorf, Rohne, Schleife und Trebendorf (2002). Seit 4. Juli 2000 ist das Hörfunkprogramm auch über Antenne in Weißwasser und Umgebung zu empfangen. Im Jahr 2004 kam der Sendestandort Mönchswalder Berg für die Region Bautzen hinzu. In den letzten Jahren kam es auch zur Einspeisung des TV-Programms in der brandenburgischen Stadt Döbern und dem benachbarten Friedrichshain. Somit erreicht man mit dem TV-Programm heute etwa 18.000 Haushalte und mit dem Hörfunkprogramm 210.000 Hörer.
Seit 2023 versteht sich das Programm als werbefreier "nichtkommerzieller Hörfunkveranstalter".

## Hörfunkprogramm
Radio WSW ist ein 24-Stunden-Programm mit Weltnachrichten zur vollen Stunde. Gesendet wird aus dem Studio in Weißwasser in der Werner-Seelenbinder-Straße. Montags bis freitags wird das Programm von 6 bis 19 Uhr moderiert. Samstags und sonntags wird vormittags ebenso live moderiert. Zu dieser Zeit werden halbstündlich Nachrichten, zur vollen Stunde Welt- und zur halben Stunde Regionalnachrichten, gesendet. Seit dem Radio WSW im Jahr 2004 auch für die Region Bautzen sendet, nutzt der Sender den Claim „Grandiose Hits – erfrischend deutsch“ nicht mehr und bringt nun regionale Informationen für die Oberlausitz mit den Schwerpunkten Weißwasser und Bautzen. Neben dem normalen Programm, das aus aktueller und auch Oldiemusik besteht, werden auch Spezialsendungen, wie „Budenzauber“ (Partymusik), „Reiselust geweckt“ (Reisesendung mit Hörerwünschen oft mit deutschen Schlagern) wöchentlich produziert. Eine weitere Spezialsendung ist „Bullyzeit“. Radio WSW überträgt in dieser Sendung alle Spiele der Lausitzer Füchse (DEL2) moderiert aus dem Studio und von einem Vorort-Reporter (bei Auswärtsspielen) bzw. Reporterteam (bei Heimspielen).

## Fernsehprogramm
Das Fernsehprogramm von Radio WSW unterteilt sich in zwei Bereiche, dem Hauptprogramm und dem Infokanal. Der Infokanal ist eine animierte Bildschirmzeitung mit aktuellen Informationen und wird von 5 bis 24 Uhr ausgestrahlt. Bestandteile sind unter anderem Nachrichten, Veranstaltungstipps, Sport und Suche-Tausche-Angebote. Zwischen den einzelnen Blöcken werden Videosequenzen aus der Region sowie Werbung gezeigt. Als Hintergrundmusik wird das Hörfunkprogramm übernommen.
Siebenmal täglich wird der Infokanal vom Hauptprogramm unterbrochen. Die Länge des Hauptprogramms beträgt in etwa 30 bis 50 Minuten. Inhalt sind die Regionalnachrichten und Geschehnisse rund um Weißwasser, unterbrochen durch einen Werbeblock. Oft werden auch Filmbeiträge von benachbarten Sendern ausgestrahlt. Weitere feste Programmteile, die in unregelmäßigen Abständen im Hauptprogramm gesendet werden, sind beispielsweise „OB vor Ort“, „Neues aus dem Tierpark“ und eine Kochsendung.
Unabhängig vom regulären Programm werden die Sitzungen des Stadtrats Weißwasser live übertragen.
Neben der Übertragung in den Weißwasseraner Kabelnetzen wird der Empfang in den umliegenden Gemeinden durch eine spezielle Technik ermöglicht. In Form einer HDSL-Leitung (2 MBit/s) wird das Programm an die Kabelkopfstationen übermittelt.

## Frequenzen
Gesendet wird das Hörfunkprogramm über Antenne auf folgenden Frequenzen in Sachsen für die Landeshauptstadt Dresden sowie die Landkreise Bautzen, Görlitz, Meißen und Sächsische Schweiz-Osterzgebirge:
- UKW 89,20 MHz Umland Weißwasser (Standort: Weißwasser), Thomas-Jung-Straße
- UKW 94,90 MHz Umland Bautzen (Standort: Wilthen, Mönchswalder Berg)
- DAB Kanal 7A Sender Dresden-Wachwitz und Sender Löbau Schafberg

Des Weiteren werden das TV- und Radioprogramm über einen Livestream im Internet sowie in Kabelnetzen der Nieder- und Oberlausitz verbreitet.